# Ребер
Ребер (словен. Reber) — поселення в общині Жужемберк, регіон Південно-Східна Словенія, Словенія. Висота над рівнем моря: 364,9 м.